# 謝氏塔喙鯨
謝氏塔喙鯨（学名Tasmacetus shepherdi）旧称谢氏喙鲸，又称塔斯曼鲸和塔斯曼喙鲸。最初由Shepherd在1933年時發現一頭擱淺的成年雌鯨，之後Oliver在1937年時根據博物館內收藏的一具近乎完整骨骼來為其命名，僅一屬一種。謝氏塔喙鯨是極為罕見的鯨類，人類對其所知實際上僅來自於少數擱淺屍體，目擊記錄更是少之又少，對於牠們在海中的行蹤與習性尚未有可靠的證據說明。謝氏塔喙鯨在喙鯨中相當獨特，因為牠們的上、下顎都長有許多具功能性的牙齒。

## 基本資料
其他俗名：謝氏喙鯨（舊譯）、Tasman Whale、Tasman Beaked Whale（英）、TASMACÈTE（法）、BALLENA PICUDA DE SHEPHERD（西）
出生時身長體重：推測近3m，體重未知
最大身長體重記錄：6~7m，體重未知
壽命：未知

## 外型特徵
謝氏塔喙鯨有雪茄形的身體，近似於中喙鯨屬，不過額隆更加聳立接近柯氏喙鯨，但不及瓶鼻鯨與貝喙鯨屬般陡峭。嘴喙與前額的分界相當明顯，與其他種喙鯨相較顯得較為修長而狹窄。胸鰭相當短且往末端逐漸尖細，和大多數喙鯨相同，其撓、尺骨相對較長而趾骨較短。背鰭高度約30至35公分，大致呈鐮刀狀，位於背部後段相當於2/3全長的位置。尾鰭無凹刻，頸部處有一對淺溝槽。牠們在喙鯨中是相當特殊的一個物種，一般而言，只有成年雄喙鯨才有2顆巨大、對捕食無甚幫助的牙齒，且僅位於下顎；而謝氏塔喙鯨無論雌雄皆有具功能性的牙齒，且上、下顎皆有。上顎有17至21對牙齒，下顎18至28對，雄鯨下顎最前端的2顆牙齒有膨大的現象。
謝氏塔喙鯨生前的實際體色不明。根據對擱淺屍體的觀察，謝氏塔喙鯨背部的顏色較暗，腹部顏色較淺，在胸鰭與肛門處腹部的淺色區域會往背部蔓延，另外在身體側面與側腹可能會有長條橫紋與斜紋遍布。頭部前端的顏色通常較淺，背、胸、尾鰭外觀皆為深色。

## 分布
一般認為謝氏塔喙鯨是遠洋性的鯨類，可能在南半球冷溫帶海域呈環南極分布。已知的擱淺記錄包括紐西蘭（12起）、澳洲（1起）、阿根廷（3起）、斐南得群島（Juan Fernández Islands，2起），以及南三明治群島（South Sandwich Islands，3起），南緯30度以北未曾有發現記錄。目前只有2次較可信的目擊記錄，分別在紐西蘭與塞席爾（Seychelles）。

## 習性
對於其社會結構一無所知，稀少的海面目擊記錄發現牠們僅以小群出現且難以偵察追蹤，可能是族群數量非常稀少，或經常躲避船隻、下潛極深而很少露出海面。

## 生殖
不明。

## 食性
雖然一般認為牠們與其他喙鯨一樣以槍烏賊為主食，不過魚類在謝氏塔喙鯨的食物中似乎佔有與槍烏賊等量、甚至超過的比例。少數幾次胃內容物記錄中曾發現無鬚鱈等魚類，亦有少量螃蟹與烏賊嘴喙殘渣。在阿根廷，1頭擱淺的雌鯨經解剖後發現胃內只有魚類的殘骸。

## 現狀
其數量完全不明，對於其是否曾遭捕獵或漁業造成的死亡等沒有明確的資料。